# FutureLearn
 (septembre 2020).
Si vous disposez d'ouvrages ou d'articles de référence ou si vous connaissez des sites web de qualité traitant du thème abordé ici, merci de compléter l'article en donnant les références utiles à sa vérifiabilité et en les liant à la section « Notes et références ».
FutureLearn est une entreprise numérique proposant des formations en ligne ouvertes à tous fondée par l'Open University et Seek Limited. En mai 2018, elle compte 143 partenaires universitaires ou entreprises.

## Partenaires
Futurelearn s'est lancée dans des partenariats avec des universités, telles que l'École nationale de l'aviation civile, l'Institut supérieur de l'aéronautique et de l'espace, Grenoble École de management, etc.
Futurelean a déclaré que de nouveaux partenariats et cours continueront d'être ajoutés à la plateforme.

## Cours
Futurelearn fournit des cours sur l'aéronautique, l'informatique, la médecine et la biologie, les sciences sociales et humaines, l'art, les mathématiques et les statistiques, l'économie et la finance.